# Codium
Codium é um género de algas pertencente à família Codiaceae. Possui cerca de 50 espécies distribuídas por todo o mundo.

## Descrição
O género tem duas formas de talos, bem eretos ou prostrados. As plantas são eretas dicotomicamente ramificadas de até 40 cm de largura com ramos que formam uma estrutura esponjosa compacta, não calcária. Nas espécies com talos prostrados ou globulares com uma superfície aveludada, os ramos terminais formam um súber coberto de aquênios.

## Distribuição
Tem uma distribuição cosmopolita, sendo encontrada na China, Japão, no Pacífico, na América desde o Alaska até o Cabo Horn, na Austrália e Nova Zelândia, Ilhas Britânicas, Noruega, Dinamarca e Países Baixos.

## Espécies
- Codium adhaerens
- Codium arabicum Kuetz.
- Codium bulbopilum Setch.
- Codium bursa C. Agardh , 1817
- Codium carolinianum
- Codium cuneatum Setch. & Gardn.
- Codium decorticatum (Woodward) Howe
- Codium difforme
- Codium divaricatum Gepp.
- Codium edule
- Codium foveolatum Howe
- Codium fragile (Suringar) Hariot
- Codium geppii Schmidt
- Codium hubbsii Dawson, 1950
- Codium intertextum
- Codium isthmocladum Vickers, 1905
- Codium johnstonei Silva
- Codium mamillosum Harv.
- Codium reediae
- Codium repens P.Crouan et H.Crouan ex Vickers
- Codium ritteri Setchell et Gardner, 1903
- Codium saccatum
- Codium setchellii Gardner, 1919
- Codium simulans
- Codium spongiosum Harv.
- Codium taylori Silva
- Codium tomentosum Stackh.
- Codium vermilara